# Boris Leiner
Boris Leiner (Čakovec, 1957.), hrvatski glazbenik i kipar. Počeo je umjetničku karijeru kao rock-bubnjar. Široj hrvatskoj javnosti postao je poznat kao bubnjar Azre te po angažmanima u drugim hrvatskim glazbenim projektima poput Naturalne mistike, Vještica, Šo!Mazgoona, Aerodroma, Haustora i drugih. Zadnjih se godina uz glazbu usporedno sve više bavi i kiparstvom.

## Životopis
Rođen je u Čakovcu, i odrastao je u obitelji samohrane majke s troje djece, jer mu je otac Viktor umro vrlo mlad, kad je Boris imao sedam godina. Djetinjstvo je proveo u Međimurju i Slavoniji. Obožavao je grupe Time, Grupu 220 i Zeppeline Bubnjeve svira od petnaeste godine. Svirao je u malim sastavima u kojima su skidali dionice Hendrixa, Led Zeppelina, Deep Purplea i sličnih.
Svoj prvi sastav osnovao je u Čakovcu, pod nazivom VIS Kanibali, s kojima je svirao na čagama. U Zagreb je preselio 1976. godine kamo ga je doveo splet okolnosti, te je ondje ostao živjeti. Budući da je imao likovnih sklonosti, počeo je studirati grafički dizajn. Studirao je kiparstvo tri godine na Likovnoj akademiji u Zagrebu. Upisivanje studija poslužilo mu je i za izbjegavanje vojske.
Dolazak u Zagreb se poklopio s dolaskom novog vala u Hrvatsku. Nazočio je prvim koncertima Parafa, Pankrta i prve Azre. Kad je čuo da Branimir Štulić traži bubnjara, Leiner se javio i suradnja je od 1978. krenula. Vježbalo se mnogo sati na dan. Jedan je od rijetkih koji je dugo uspio ostati u suradnji sa Štulićem i da je preživio tešku fazu koja je nastupila kad nakon četiri godine kad je slava razarala odnose među članovima sastava. Leiner je ostao deset godina uz Štulića i razlaz nije bio uz negativne emocije kao što je drugdje bio slučaj. Kad je Štulić otišao u Nizozemsku, Leiner je otišao s njime i tada je prekinuo studij u Zagrebu. U Nizozemskoj je nastavio studij kiparstva u Utrechtu. U Nizozemskoj je s njime svirao neko vrijeme. Na kraju su snimili trostruki album, It Ain’t Like In The Movies At All, nakon trogodišnjih pokušaja uspjeha u inozemstvu vratili se u Hrvatsku i napravili turneju s jednim Nizozemcem na basu i to je bio kraj, a nakon 1991. više se nije čuo sa Štulićem. Ipak, u biografskoj knjizi Smijurijada Štulić je sebe proglasio jedinim tvorcem novoga vala, a Leinera i Hrnjaka napao da "samo lešinare njegov opus".
Nakon Azre svirao je Leiner u Vješticama sve do odlaska pokretača Srđana Sachera. Sa Šo!Mazgoonom se Leiner našao zbog zajedničke ljubavi prema dobroj glazbi, a " a paralela se može povući od malog otoka Jamaice do malog otoka Brača. To je otočka priča. Nisam ja s otoka, ali kad pogledate Hrvatsku, ona je u tom smislu zapravo jedan otok - ima teške trajektne veze s ostatkom svijeta i zato se nije teško saživjeti s pravim otočanima."
Kad je 1990. izbila balvan-revolucija oko Knina, pobjegao je u Berlin sa zadaćom pokušati prodati Vještice na Zapadu. Živio je u umjetničkoj četvrti Kreuzbergu. Nakon tri godine bez velikog uspjeha vratio se kući. S Vješticama je bio na europskoj turneji i sudionik koncerata "Rock Against the War" u Pragu i Berlinu, koje je prenosio MTV. Koncert se održao rujna 1992. s podnaslovom “Tko to tamo peva?”. Pozvane su bile najbolje rock grupe iz svih republika bivše Jugoslavije. Ukupno su održana tri koncerta, dva u Pragu i jedan u Berlinu. Nastupili su Vještice, EKV, Električni orgazam, Partibrejkersi i Ritmutituki. Svoj su nastup otkazali Let 3 i Zabranjeno pušenje. Pored MTV-a, koncert je bio prenošen i u Hrvatskoj, u Zagrebu, a prenosio ga je OTV.
S Vješticama je uspio postići da su prvi hrvatski sastav koji je ušao u svjetsku glazbenu internet enciklopediju www.allmusic.com. 
Svirao je u njemačkom indie sastavu Love Sister Hope koje je upoznao preko oglasa i s kojima je snimio dva CD-a.Svirao i s reggae sastavom Freedom Loversima.
Od sredine 1990-ih i povrataka u Hrvatsku aktivan u mnogim hrvatskim sastavima. Dva je albuma snimio s Darkom Rundekom.
2000. godine objavio je samostalni album Bioritam i EP Fjaka. Iste je godine postao član Diva-Dodola Folk Orchestra. S Mišom Hrnjakom 2010. objavio je album Viša sila.
S balerinom Ljiljanom Zagorac 1989. napravio je projekt ‘Ples i skulptura’. 1998. je godine osnovao likovno-glazbenu koloniju Likovni orkestar.U koloniji je okupio kolege glazbenike koji se bave i likovnim izražavanjem, kao što su Davor Gobac, Ivica Percl, Damir Urban, Jadranka Bastajić Yaya i drugi. S njima je održao nekoliko skupnih izložbi. Prva je bila 1999. godine, “Idi za srcem” u ZKM-u. 2005. mu se dogodila obiteljska tragedija. Izgubio je kći, nakon čega se sklonio od svjetla reflektora i bacio na kiparski rad s glinom, gipsom, aluminijem i žicom te radu u bronci.
Kiparski radovi pripadaju lirsko - ekpresivnom izrazu. Radovi su mu sitna plastika. Smatra da dobro radi portrete pa je napravio portrete ljudi do kojih drži i s kojima se druži, uglavnom glazbenika i glumaca, poput Boška Petrovića, Štulića, Arsena Dedića, Relje Bašića i drugi. Leiner radi drukčije od metoda koje su ga učili na Akademiji. Ondje su ga učili raditi kompaktne forme, jer ih je lakše lijevati. Leiner je rekao da voli "ples oblika", a jer je i rupa oblik, radi tim stilom. Radi i reljefe.
2007. godine održao je svoju prvu samostalnu izložbu. Izložba se održala u Čakovcu u Muzeju Međimurja, a sljedeće godine izlagao je u Varaždinu, Puli, Zagrebu i dr.

## Vanjske poveznice
- Hrvatska glazbena unija  Arhivirana inačica izvorne stranice od 24. prosinca 2016. (Wayback Machine) Boris Leiner